# Hawa Mahal
Hawa Mahal o Palau dels vents és un palau situat a Badi Choupad, a Jaipur (Rajasthan, Índia). Va ser construït l'any 1799 per l'arquitecte Lal Chand Ustad per encàrrec del maharajà Sawai Pratap Singh, essent concebut com una extensió del Palau Reial. És un clar exponent de l'arquitectura rajput i mogola i es considera l'edifici més característic de la ciutat. El Hawa Mahal es considera únic, ja que té moltes finestres i balcons petits que semblen un rusc de bresca.
L'edifici es va construir seguint estrictament el sistema Purdah amb l'objectiu que les dones de la cort poguessin tenir visió de l'exterior sense ser vistes per desconeguts, ja que no se'ls permetia aparèixer en públic.
El Hawa Mahal és un edifici de gres rosa d'uns 50 peus d'alçada, dividit en cinc plantes, i amb la forma de la corona del déu hindú Krixna, de qui era devot el maharajà. A la façana hi ha un total de 953 finestres (o jharokhas) molt petites, de color rosa i reixades en trama de bresca. També hi trobem balcons, sostres arquejats amb cornises penjants, marquesines amb cúpula, i treballs de filigrana amb patrons de florals i de lotus.
L'accés al Hawa Mahal es realitza des de dins del Palau Reial, no té una entrada directa des del carrer. La porta d'entrada dona a un pati al voltant del qual s'organitzen les estances dels dos primers pisos de l'edifici. Les tres plantes superiors s'organitzen en una sola sala, tot i que alguna té obertures laterals en forma de terrassa. L'edifici té rampes enlloc d'escales per tal de permetre el transport de les dames per l'interior amb els seus palanquins.
Està situat al centre històric de Jaipur i des de la part superior es té vista de Jantar Mantar, el Palau, i el basar Sireh Deori. L'última restauració de l'edifici es va fer a principis del Segle XXI. Actualment a dins l'edifici també hi ha un museu arqueològic que preserva pintures en miniatura i algunes relíquies reials.
L'estructura va ser construïda el 1799 pel maharajà Sawai Pratap Singh, net del maharajà Sawai Jai Singh, fundador de la ciutat de Jhunjhunu, a l'estat de Rajasthan. Es va inspirar tant en l'estructura única de Khetri Mahal que va construir aquest gran i històric palau.
Va ser dissenyat per Lal Chand Ustad. El seu exterior de cinc plantes és similar a un rusc de bresques amb les seves 953 petites finestres anomenades Jharokhas decorades amb intricats enreixats. La intenció original del disseny de la gelosia era permetre que les dames de la reialesa observessin la vida quotidiana i els festivals celebrats al carrer de sota sense ser vistes. Aquesta característica arquitectònica també permetia el pas de l'aire fresc de l'efecte Venturi, fent així que tota la zona fos més agradable durant les altes temperatures de l'estiu. Molta gent veu el Hawa Mahal des del carrer i pensa que és la part frontal del palau, però és la part posterior.
El 2006, després d'un període de 50 anys, es van dur a terme obres de renovació del Mahal per donar-li un rentat de cara al monument, amb un cost estimat de 4.568 milions de  rupies. El sector corporatiu va col·laborar en la preservació dels monuments històrics de Jaipur i el Unit Trust of India ha adoptat Hawa Mahal per mantenir-lo. El palau és una part ampliada d'un enorme complex. Les mampares tallades en pedra, les petites finestres i les teulades arquejades són algunes de les característiques d'aquest popular lloc turístic. El monument també té cornises penjants delicadament modelades.

## Arquitectura

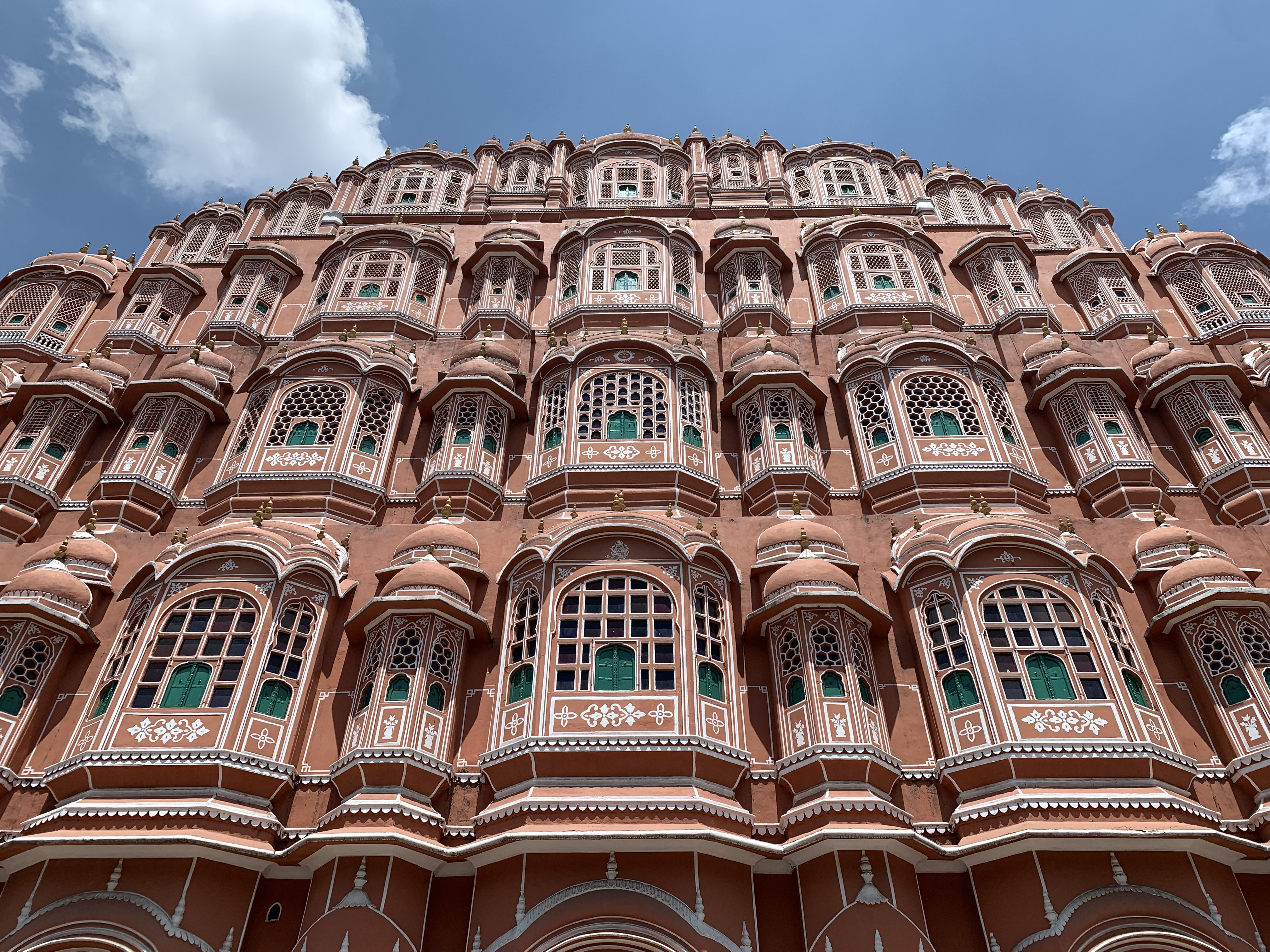
Detalls de la façana est

Aquest palau és un monument piramidal de cinc pisos que s'eleva uns 15 m. Les tres plantes superiors de l'estructura tenen l'amplada d'una sola habitació, mentre que la primera i la segona planta tenen patis davant. La façana frontal, vista des del carrer, és com un rusc amb petits ulls de bou. Cada portella té finestres en miniatura i reixes, rematades i cúpules de gres tallat. Dóna l'aspecte d'una massa de trams semioctogonals, cosa que li confereix una façana única. La cara interior de la part posterior de l'edifici està formada per cambres construïdes amb pilars i passadissos amb una ornamentació mínima, i arriben fins a la planta superior. L'interior del palau s'ha descrit com amb habitacions de marbres de diferents colors, rellevades per panells incrustats o daurats, mentre que fonts adornen el centre del pati.
Lal Chand Ustad va ser l'arquitecte. Gres arenisc de color vermell i rosa integrat, en harmonia amb la decoració dels altres monuments de la ciutat, el seu color és un testimoni complet de l'epítet de Ciutat Rosa donat a Jaipur. La seva façana, amb 953 nínxols amb jharokhas tallades amb molta cura (algunes de fusta), contrasta fortament amb la part posterior, d'aspecte senzill, de l'estructura. El seu patrimoni cultural i arquitectònic és un reflex d'una fusió de l'arquitectura hindú Rajput i l'arquitectura mogol islàmica; l'estil Rajput es veu en forma de dossers amb cúpula, pilars acanalats, lotus i motius florals, i l'estil islàmic és evident en les seves filigranes i arcs amb incrustacions de pedra (a diferència de la seva similitud amb el Panch Mahal de Fatehpur Sikri).
L'entrada al Hawa Mahal des del costat del palau de la ciutat és a través d'una porta imperial. S'obre a un gran pati, que té edificis de dues plantes en tres costats, amb el Hawa Mahal que el tanca al costat est. En aquest pati també hi ha un museu arqueològic.
Hawa Mahal també era conegut com el cap d'obra del Maharaja Jai Singh, ja que era el seu complex turístic preferit per l'elegància i l'interior integrat del Mahal. L'efecte refrescant a les cambres, proporcionat per la brisa que passava a través de les petites finestres de la façana, es veia reforçat per les fonts situades al centre de cadascuna de les cambres.
Els dos pisos superiors del Hawa Mahal només són accessibles a través de rampes. El Mahal està mantingut pel departament arqueològic del govern de Rajasthan.

## Galeria

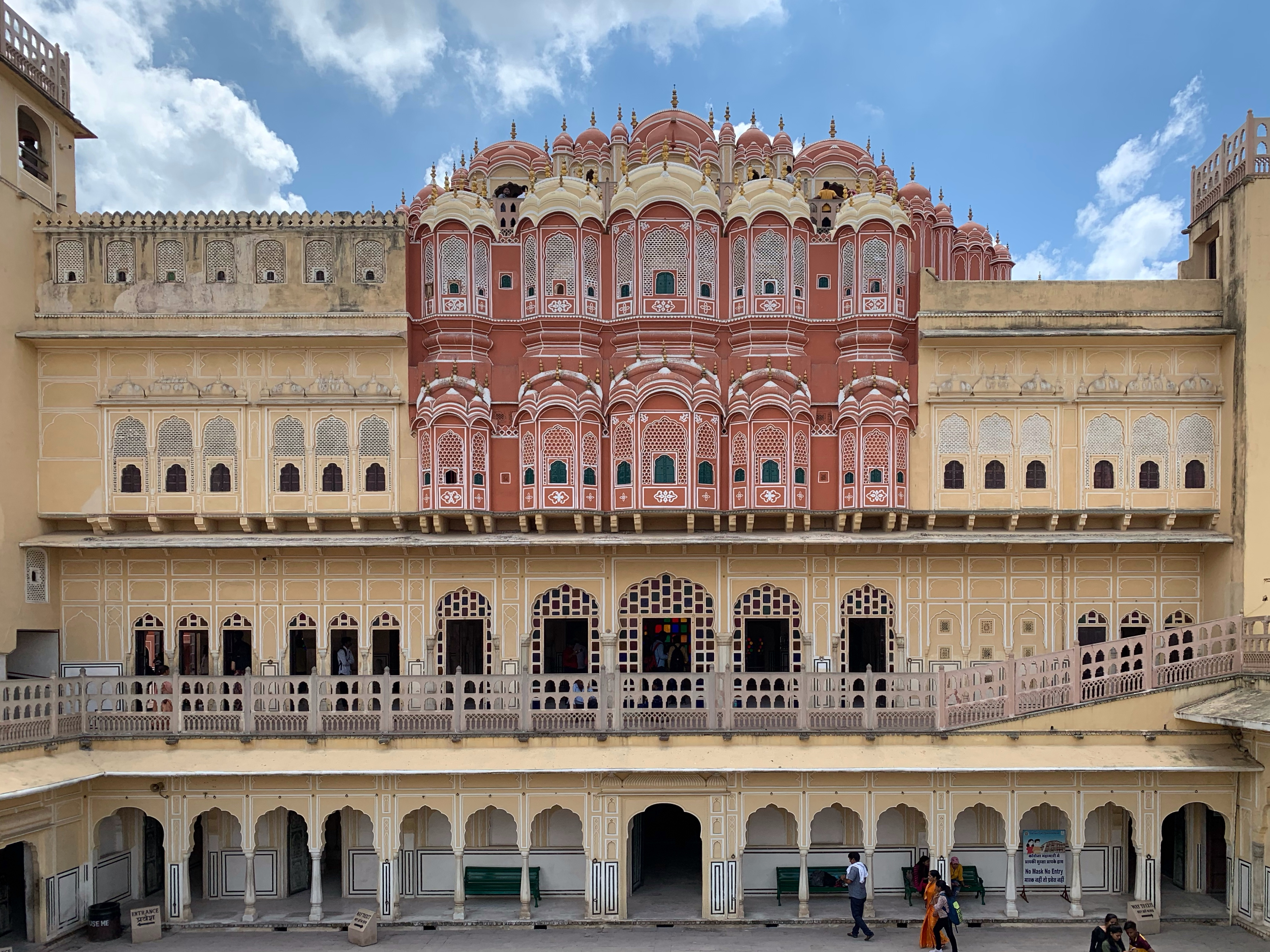
La part posterior de la famosa façana des de l'interior del Hawa Mahal
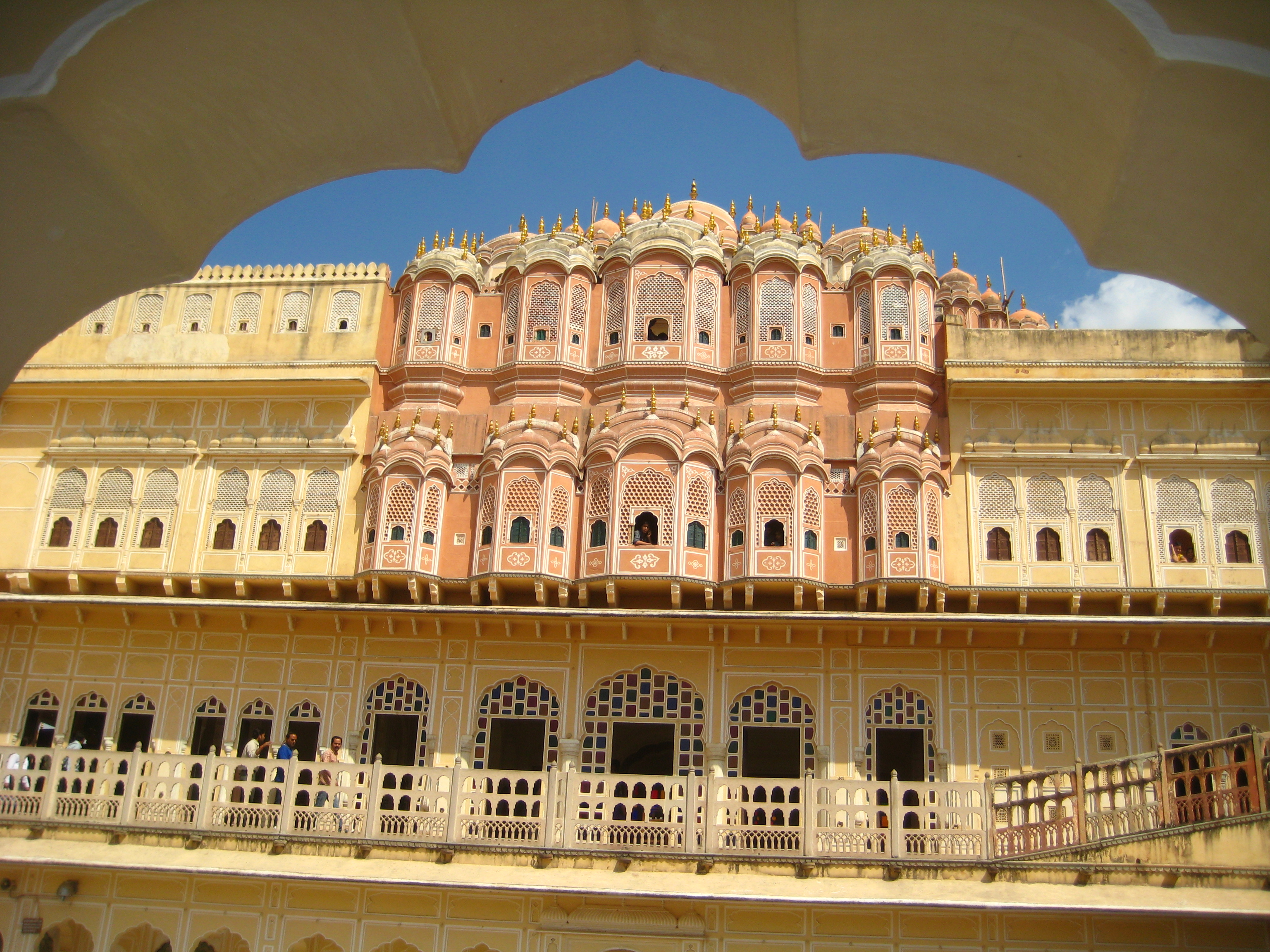
Vista posterior amb les dues notícies principals més ornamentades
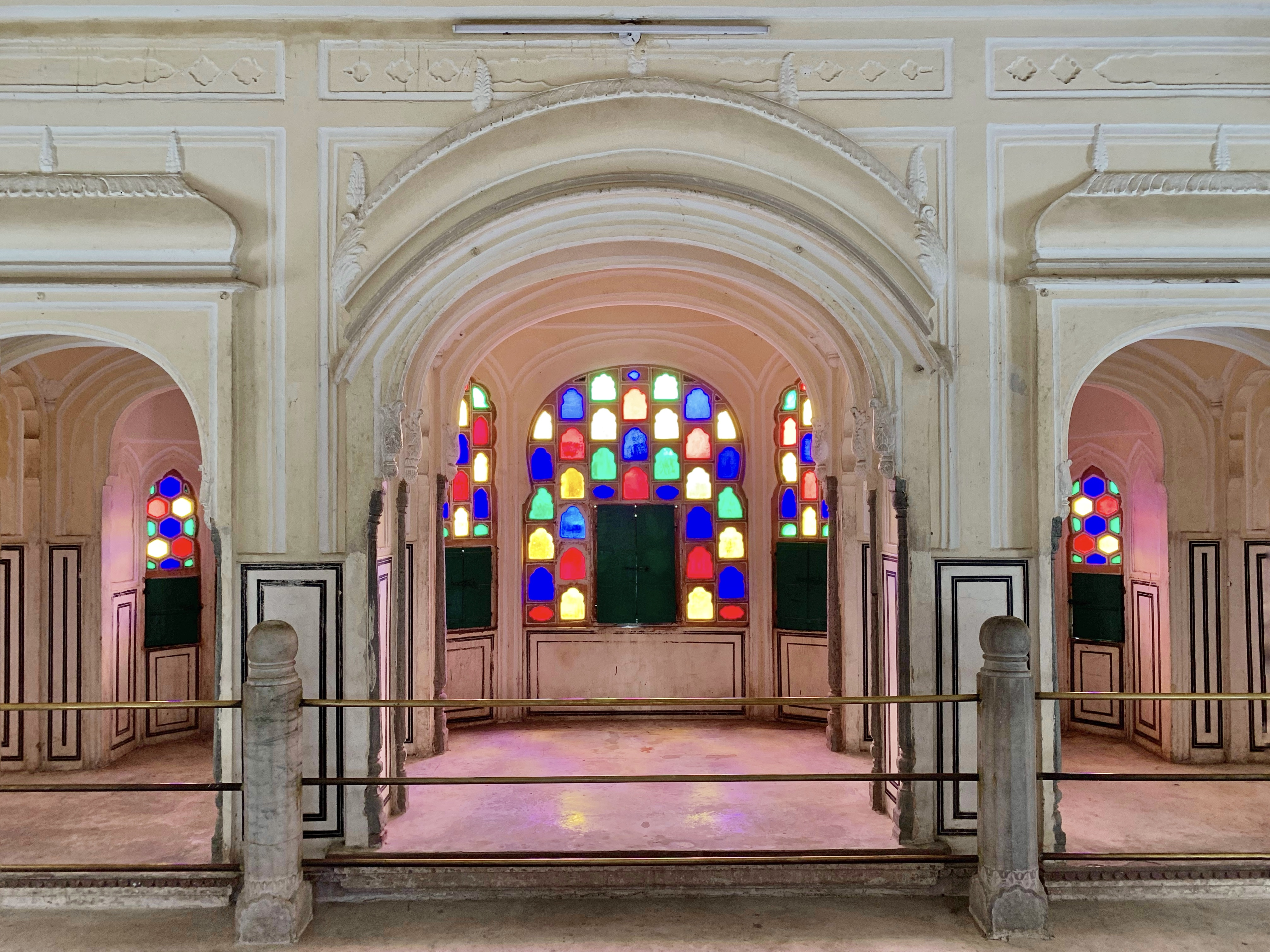
Vidreria de colors. Quan entra la llum del sol, tota la cambra s'omple amb l'espectre d'uns quants colors.
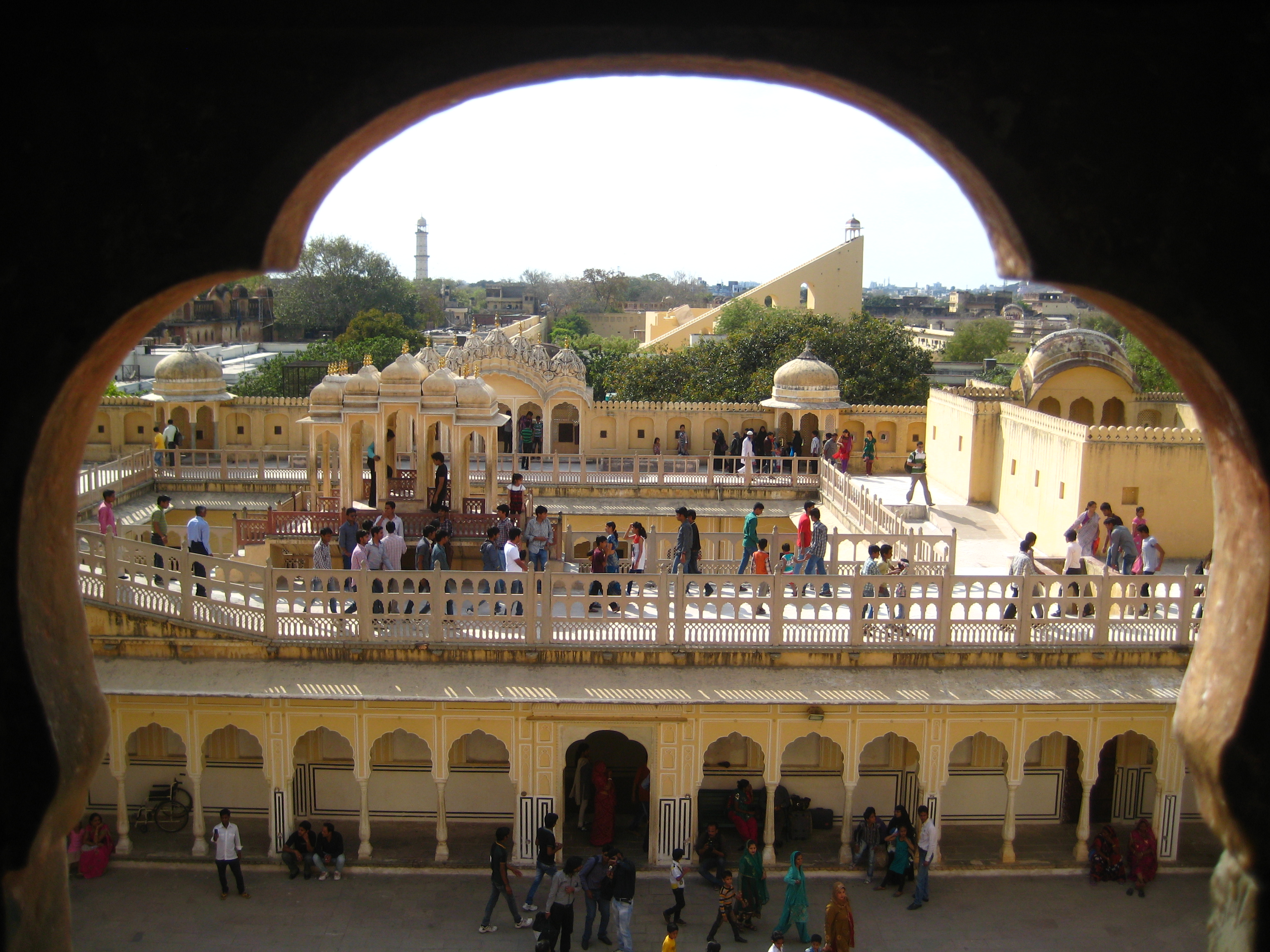
Vista des de la part posterior cap al Samrat Yantra del Jantar Mantar en aquesta foto a la cantonada superior dreta en forma de paret inclinada. Isarlat també és visible en aquesta foto a la cantonada superior esquerra com una gran torre.
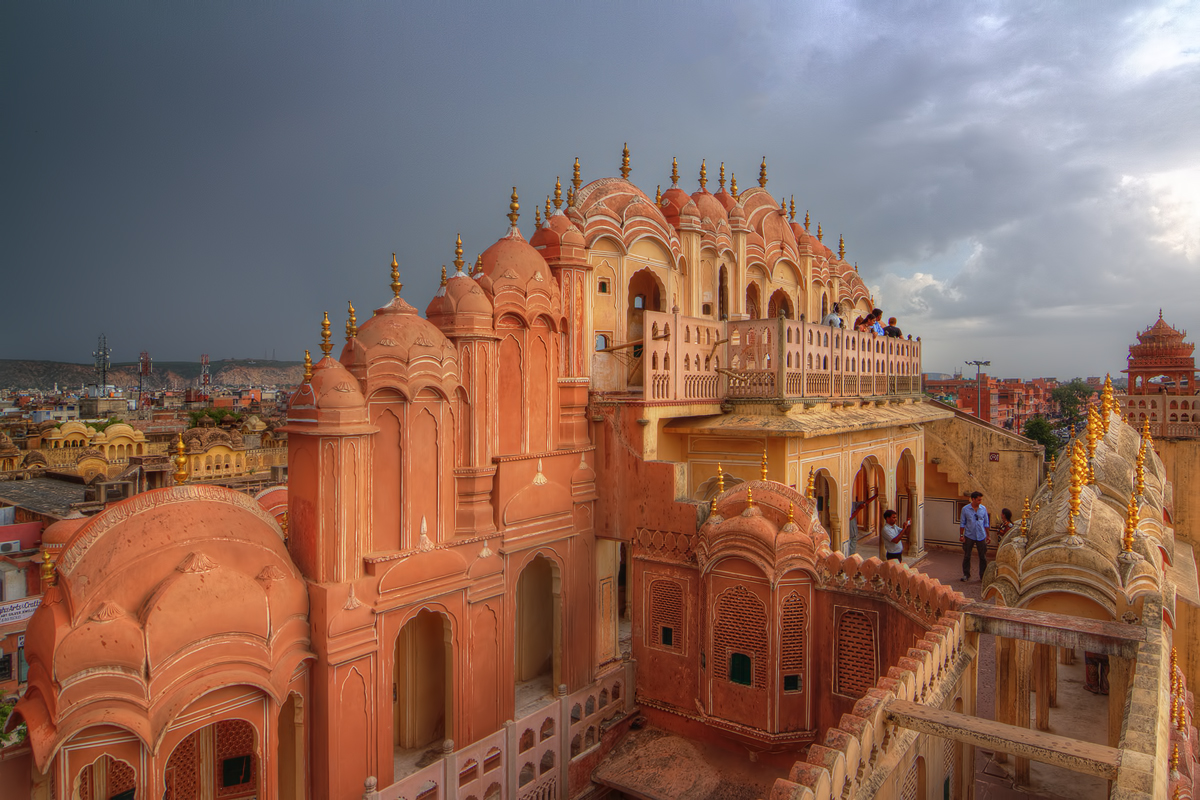
Costat est superior en una tarda de tempesta
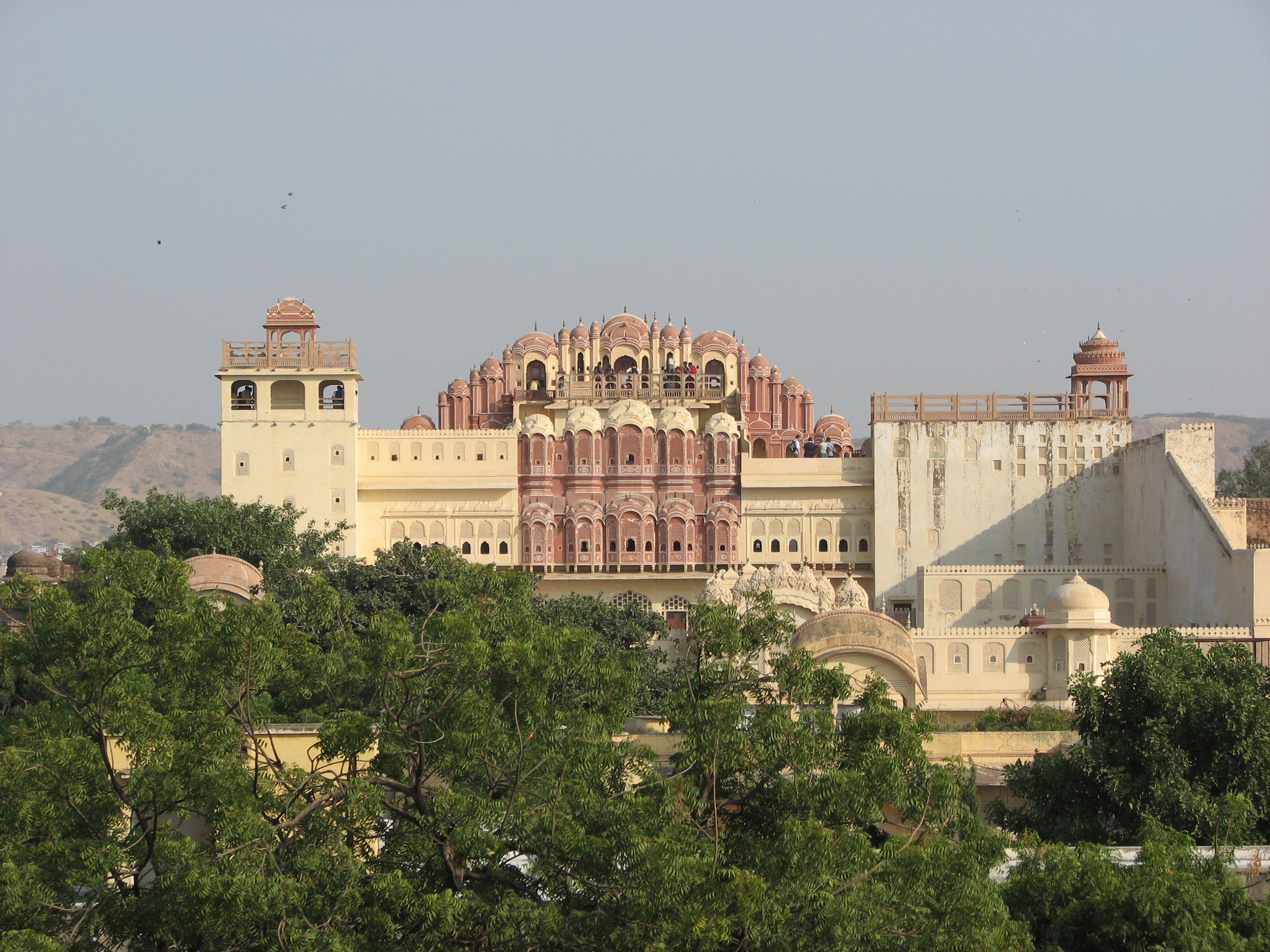
Vista posterior del Hawa Mahal
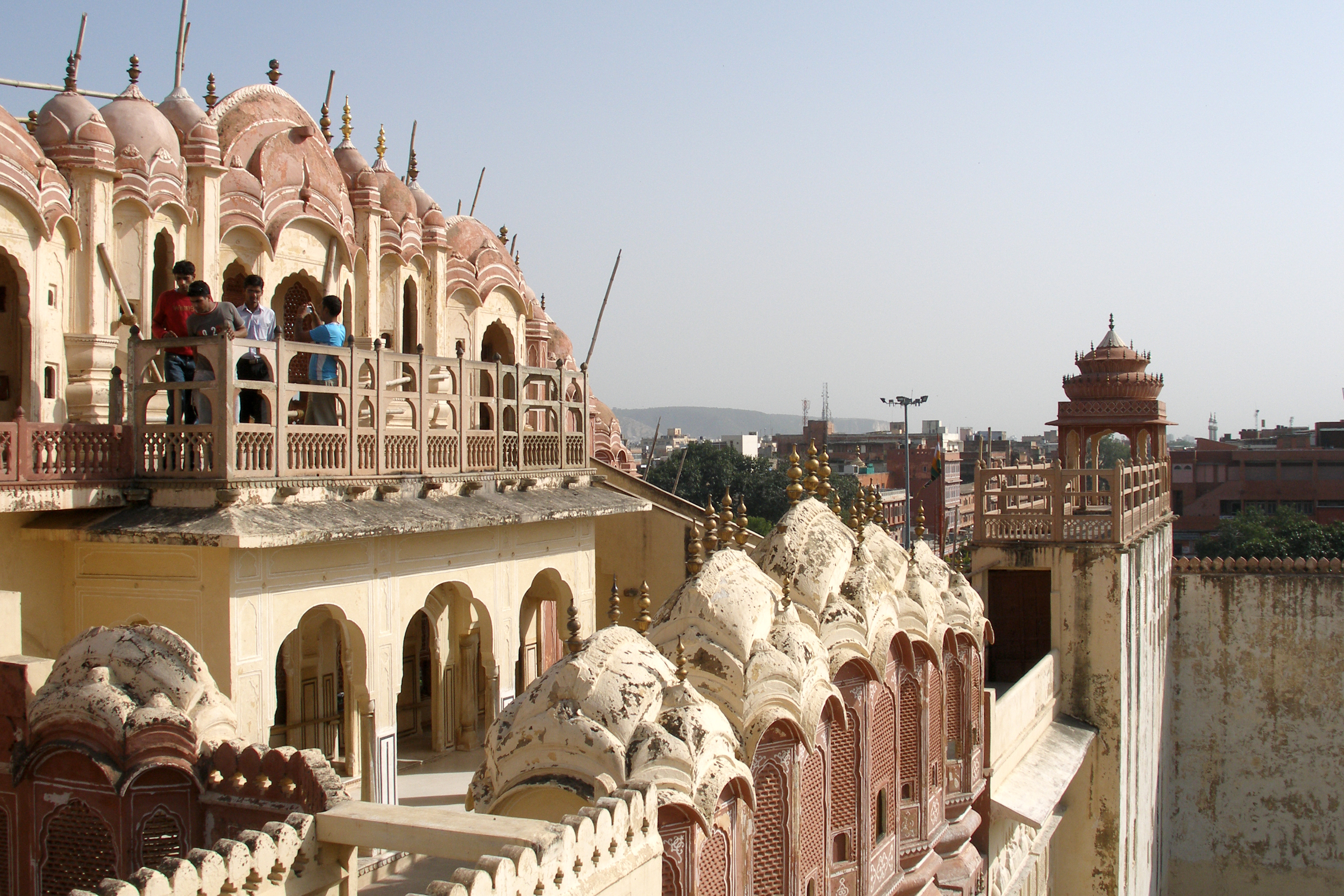
Detalls del mur oriental
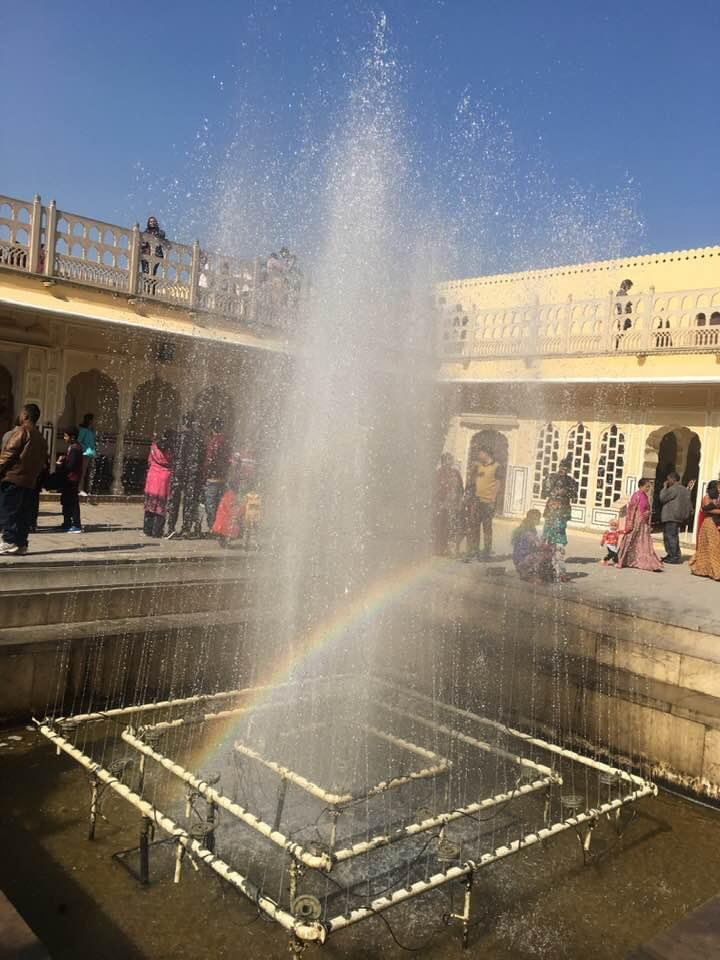
Font dins del Hawa Mahal